# Teoria alegerii raționale
Teoria alegerii raționale (în engleză rational choice theory) este un concept larg folosit în științele socio-umane, cu originea în științele economice. Teoria alegerii raționale este o paradigmă în cadrul căreia comportamentul actorilor (persoane sau instituții economice, sociale, politice etc.) este modelat presupunându-se preferințe și țeluri raționale. 

## Generalități
Teoria alegerii raționale este o abordare standard în diverse științe socio-umane:
- sociologia: teoria alegerii raționale tratează interacțiunile sociale, luând forma teoriei schimburilor
- economia
- științele politice
- psihologia

## Principii metodologice
Principiul metodologic cel mai important la care face apel teoria alegerii raționale este principiul individualismului metodologic. Conform acestui principiu, întreg domeniul comportamentului (indiferent de domeniul acestuia) trebuie să fie explicat în termenii calculului rațional, realizat de indivizi care urmăresc doar interesul propriu.

## Probleme ale teoriei alegerii raționale
Principalele obiecții care au fost aduse teoriei alegerii raționale, pot fi rezumate astfel :

### Problema acțiunilor colective
Aceasta problemă apare atunci când se încearcă să se explice acele acțiuni care influențează nesemnificativ serviciile de care beneficiază individul.
Un exemplu de acest tip de acțiune ar fi înscrierea într-un sindicat muncitoresc. Practic, fiecare individ în parte, dacă ar face un calcul rațional ar realiza faptul că prin înscrierea sa (în sindicat) ar aduce o creștere practic nulă la puterea de convingere a sindicatului. Astfel, ca și agent rațional, muncitorul ar trebui să refuze să se înscrie într-un sindicat, deoarece influența sindicatului (și evident, calitatea serviciilor pe care sindicatul le prestează muncitorului) rămâne aceeași. Aceasta este problema cunoscută sub numele de "free rider" (blatist). Astfel, unii beneficiază de servicii (serviciile sindicale) fără a plăti nimic în schimb.
Însă, argumentează criticii teoriei alegerii raționale, există sindicate. Deci teoria alegerii raționale nu este un model adecvat pentru explicarea comportamentului individului.

### Problema normelor sociale
Teoria alegerii raționale nu poate explica apariția normelor sociale, în special cele de tipul : altruism, reciprocitate, încredere.
Utilizările clasice ale teoriei alegerii raționale (ex: Hobbes) au încercat să explice apariția normelor sociale prin apelul la ideea că prin respectarea acestor norme indivizii se vor situat într-o situație reciproc mai avantajoasă din punctul de vedere al costurilor. 
Problema fundamentală a acestor explicații constă în faptul că ele presupun  că oamenii deja au încredere unul în altul. În afara unei încrederi reciproce inițiale, nici un fel de înțelegere (care ar duce la norme) nu poate fi realizată.
Însă noțiuni precum altruism, încredere, etc. nu pot face parte din vocabularul primar al unei teorii a alegerii pure fiind astfel nevoie să se apeleze la o teorie hibridă a alegerii pentru a se explica apariția normelor sociale.

### Teoria alegerii raționale în România
Disciplina Teoria alegerii raționale face parte din lista disciplinelor opționale recomandate în grad înalt (dezirabil cu statut obligatoriu) de ARACIS pentru studiile de licență în științe politice.